# Stenopogon cressius
Stenopogon cressius är en tvåvingeart som beskrevs av Tomasovic 2005. Stenopogon cressius ingår i släktet Stenopogon och familjen rovflugor. Inga underarter finns listade i Catalogue of Life.